# لورنزو برناردی
لورنزو برناردی (به ایتالیایی: Lorenzo Bernardi) زاده (۱۱ اوت ۱۹۶۸ در ترنتو، ایتالیا) سرمربی حال حاضر باشگاه هالک بانک و بازیکن سابق تیم ملی والیبال ایتالیا و یکی از دو بازیکن برتر قرن بیستم است.

## بازیکن

### باشگاهی
برناردی والیبال را از سال ۱۹۸۰ با پست پاسور شروع کرد، اما بعد تغییر پست داد و به دریافت‌کننده قدرتی تبدیل شد. او والیبال را از باشگاه جوانان ترنتو آغاز نمود. اولین باشگاه حرفه‌ای او پترارکا پادووا بود و در سال ۱۹۸۵ به باشگاه مودنا پیوست و دوران درخشش خود را آغاز کرد و تا سال ۱۹۹۰ در این باشگاه حضور داشت و با مودنا ۴ دوره قهرمان لیگ ایتالیا (سری آ)، ۳ دوره قهرمان جام حذفی ایتالیا، ۱ دوره قهرمان لیگ قهرمانان اروپا و ۱ دوره قهرمان سوپر جام اروپا شد. برناردی بعد از حضور موفق خود در مودنا راهی باشگاه سیسلی ترویزو شد و با قراردادی دو ساله به عضویت این باشگاه در آمد. برناردی باز هم با درخشش خود موفق شد با سیسلی ۵ دوره قهرمان لیگ ایتالیا (سری آ)، ۲ دوره قهرمان جام حذفی ایتالیا، ۳ دوره قهرمان سوپر جام ایتالیا، ۳ دوره قهرمان لیگ قهرمانان اروپا، ۱ دوره قهرمان سوپر جام اروپا و ۳ دوره قهرمان کاپ اروپا شود و با این موفقیت‌ها به عنوان یکی از پر افتخارترین‌های ورزش در رده باشگاهی دنیا تبدیل شود. برناردی در سال ۲۰۰۰ به ترنتینو پیوست و به قهرمانی ۱ دوره قهرمانی سوپر جام ایتالیا دست یافت. لوبه بانکا باشگاه بعدی برناردی بود برناردی با این تیم موفق شد ۱ دوره قهرمان چلنج کاپ اروپا شود و در سال ۲۰۰۵ به المپیاکوس یونان رفت و پس از حضوری کوتاه مدت برای نیم فصل به الریان قطر پیوست. برناردی بعد به لنزا ورنا رفت و دو فصل در این تیم حضور داشت. آکوآ مونتوچیاری در سال ۲۰۰۷ آخرین حضور لورنزو برناردی در سطح باشگاهی بود. برناردی در ۳۷۳ مسابقه سری آ ۶۴۷۳ امتیاز به ارمغان آورد و جزو بازیکن‌های رکورددار امتیازآوردی در لیگ ایتالیا است.

### ملی
برناردی اولین بازی ملی‌اش را در سال ۱۹۸۷ یعنی زمانی که فقط ۱۹ سال سن داشت انجام داد. برناردی یکی از معماران و ارکان‌های اصلی موفقیت ایتالیای ولاسکو در دهه نود بود. برناردی با درخشش خود توانست با تیم ملی والیبال ایتالیا به مدال نقره المپیک تابستانی ۱۹۹۶ برسد، برناردی در سطح بین‌المللی و جام‌های معتبر جهان با دیگر ستارگان ایتالیا توانست ۵ دوره قهرمان لیگ جهانی والیبال، ۱ دوره قهرمان جام جهانی، ۱ دوره قهرمان جام بزرگ قهرمانان جهان (بین قاره‌ای)، ۱ دوره قهرمان بازی‌های گودویل، ۲ دوره قهرمان و ۲ دوره نایب قهرمان قهرمانی والیبال اروپا و ۲ دوره قهرمان مسابقات قهرمانی والیبال جهان شود. برناردی در مجموع ۳۰۶ بازی ملی دارد.

## مربی
برناردی در سال ۲۰۰۷ پس از بازنشستگی از والیبال حرفه‌ای در اولین تجربه خود سرمربی تیم آنائونو کلس شد و توانست رده این تیم را ارتقاء بخشد. تیم ملی امید ایتالیا (ب) دومین تیم برناردی در جایگاه سرمربیگری بود و توانست ایتالیا را قهرمان بازی‌ها مدیترانه‌ای ۲۰۰۹ کند. برناردی برای فصل ۱۰-۲۰۰۹ سرمربی باشگاه پادووا شد، اما در اواسط فصل پس از شکست از تیم المپیا ماسا اخراج شد.

### یازچمبسکی ونگل
لورنزو فصل بعد ۱۱-۲۰۱۰ جایگزین ایگور پریلوزنی در باشگاه یازچمبسکی ونگل لهستان شد و نتایج مطلوبی را با این تیم در پلاس لیگا و لیگ قهرمانان والیبال اروپا گرفت و با همین تیم به فینال جام قهرمانی باشگاه‌های جهان رسید و در مقابل ترنتینو ایتالیا شکست را پذیرفت و به مدال نقره قهرمانی باشگاه‌های جهان ۲۰۱۱ دست یافت تا شروع درخشان برناردی در عرصه مربی گری باشد.

## افتخارات

### فردی
- باارزش‌ترین بازیکن لیگ جهانی والیبال - ۱۹۹۶، ۱۹۹۲
- باارزش‌ترین بازیکن قهرمانی اروپا - ۱۹۹۵
- باارزش‌ترین بازیکن قهرمانی والیبال جهان - ۱۹۹۴
- امتیازآورترین بازیکن لیگ جهانی والیبال - ۱۹۹۶

### نشان ملی
در ۱۱ اوت سال ۲۰۰۰ در روز تولد برناردی روبان شوالیه و نشان شایستگی جمهوری ایتالیا به او اهدا شد.

### بازیکن قرن
لورنزو برناردی در سال ۲۰۰۱ به همراه کارچ کیرالی توسط فدراسیون جهانی والیبال به عنوان بهترین بازیکن والیبال قرن بیستم انتخاب شد و به عنوان یکی از پدیده‌های ورزش برگزیده شد.